# العلاقات الأذربيجانية السلوفينية
العلاقات الأذربيجانية السلوفينية هي العلاقات الثنائية التي تجمع بين أذربيجان وسلوفينيا.

## مقارنة بين البلدين
هذه مقارنة عامة ومرجعية للدولتين:
| وجه المقارنة                                              | أذربيجان        | سلوفينيا                                                      |
| --------------------------------------------------------- | --------------- | ------------------------------------------------------------- |
| المساحة (كم2)                                             | 86.60 ألف       | 20.27 ألف                                                     |
| عدد السكان (نسمة)                                         | 10.00 مليون     | 2.07 مليون                                                    |
| الكثافة السكانية (ن./كم²)                                 | 115.47          | 102.12                                                        |
| العاصمة                                                   | باكو            | ليوبليانا                                                     |
| اللغة الرسمية                                             | اللغة الأذرية   | اللغة السلوفينية، اللغة الإيطالية، لغة مجرية                  |
| العملة                                                    | مانات أذربيجاني | يورو، تولار سلوفيني                                           |
| الناتج المحلي الإجمالي (بليون دولار)                      | 40.75 مليار     | 48.77 مليار                                                   |
| الناتج المحلي الإجمالي (تعادل القوة الشرائية) بليون دولار | 171.56 مليار    | 66.01 مليار                                                   |
| الناتج المحلي الإجمالي الاسمي للفرد دولار أمريكي          | 5.50 ألف        | 20.73 ألف                                                     |
| الناتج المحلي الإجمالي للفرد دولار أمريكي                 | 17.52 ألف       | 30.40 ألف                                                     |
| مؤشر التنمية البشرية                                      | 0.751           | 0.880                                                         |
| رمز المكالمات الدولي                                      | +994            | +386                                                          |
| رمز الإنترنت                                              | .az             | .si                                                           |
| المنطقة الزمنية                                           | ت ع م+04:00     | توقيت وسط أوروبا، ت ع م+01:00، ت ع م+02:00، أوروبا/ليوبليانا ‏ |

## مدن متوأمة
في ما يلي قائمة باتفاقيات التوأمة بين مدن أذربيجانية وسلوفينية:
- ترتبط Oğuz (city) [الإنجليزية]‏ مع نوفا جوريتسا باتفاقية توأمة.

## منظمات دولية مشتركة
يشترك البلدان في عضوية مجموعة من المنظمات الدولية، منها:
| علم المنظمة | اسم المنظمة                               | تاريخ انضمام أذربيجان | تاريخ انضمام سلوفينيا |
| ----------- | ----------------------------------------- | --------------------- | --------------------- |
|             | الاتحاد البريدي العالمي                   | ?                     | ?                     |
|             | يونسكو                                    | 3 يونيو 1992          | 27 مايو 1992          |
|             | البنك الدولي للإنشاء والتعمير             | 18 سبتمبر 1992        | 25 فبراير 1993        |
|             | وكالة ضمان الاستثمار متعدد الأطراف        | 23 سبتمبر 1992        | 19 مارس 1993          |
|             | الاتحاد الدولي للاتصالات                  | 10 أبريل 1992         | 16 يونيو 1992         |
|             | منظمة الشرطة الجنائية الدولية             | ?                     | ?                     |
|             | مؤسسة التنمية الدولية                     | 31 مارس 1995          | 25 فبراير 1993        |
|             | مؤسسة التمويل الدولية                     | 11 أكتوبر 1995        | 25 فبراير 1993        |
|             | الأمم المتحدة                             | 2 مارس 1992           | 22 مايو 1992          |
|             | منظمة الأمن والتعاون في أوروبا            | 30 يناير 1992         | 24 مارس 1992          |
|             | مجلس أوروبا                               | 25 فبراير 2001        | ?                     |
|             | منظمة حظر الأسلحة الكيميائية              | ?                     | ?                     |
|             | المركز الدولي لتسوية المنازعات الاستشارية | 18 أكتوبر 1992        | 6 أبريل 1994          |

## وصلات خارجية
- موقع وزارة الخارجية الأذربيجانية
- موقع وزارة الخارجية السلوفينية